# Нова Камениця
Нова Камениця (пол. Nowa Kamienica) — село в Польщі, у гміні Стара Камениця Єленьоґурського повіту Нижньосілезького воєводства.
Населення — 172 особи (2011).
У 1975-1998 роках село належало до Єленьоґурського воєводства.

## Демографія
Демографічна структура станом на 31 березня 2011 року:
|          | Загалом | Допрацездатний вік | Працездатний вік | Постпрацездатний вік |
| -------- | ------- | ------------------ | ---------------- | -------------------- |
| Чоловіки | 96      | 28                 | 66               | 2                    |
| Жінки    | 76      | 9                  | 55               | 12                   |
| Разом    | 172     | 37                 | 121              | 14                   |